# بيير كورب
بيير كورب (بالفرنسية: Pierre Korb)‏ (20 أبريل 1908 - 22 فبراير 1980) لاعب كرة قدم فرنسي راحل كان يجيد اللعب في خط الهجوم.
لعب طوال مسيرته الرياضية في أندية ميلوز (1930-1937) سوشو (1937-1939) ميلوز (1939-1941).
مثل منتخب فرنسا في 12 مباراة مسجلا هدفين (1930-1934). شارك مع منتخب فرنسا في بطولة كأس العالم 1934 في إيطاليا حيث خرج من الدور الثمن النهائي.

## وصلات خارجية
- بيير كورب على موقع الاتحاد الدولي (مؤرشف)  (الإنجليزية)
- بيير كورب على موقع قاعدة بيانات كرة القدم.إي يو (الإنجليزية)
- بيير كورب على موقع ناشيونال فوتبول تيمز (الإنجليزية)
- بيير كورب على موقع Soccerway.com (الإنجليزية)
- بيير كورب على موقع عالم كرة القدم.نت (الإنجليزية)
- هذا سيرة ذاتية